# オープナー・フェスティバル
オープナー・フェスティバル（Open'er Festival）は、ポーランドのグディニャで毎年夏に開催される音楽フェスティバル。通例6月の最終週か7月の第一週に開催される。ポーランドで毎年開催される音楽フェスティバルの中では最大級の規模を誇る。出演するアーティストの音楽ジャンルは、ロック、ポップ、オルタナティブ、エレクトロニック、ヒップホップ、ダンスなど多岐にわたる。

## 概要
オープナー・フェスティバルの第1回目は2002年にワルシャワのTor Stegnyで開催され、The Chemical Brothersがメインステージで演奏した。2003年から2005年にかけて、GydniaのKościuszki Squareで開催され、2006年からは、グディニャのKosakowo Airport（Babie Doły Military Airport）で開催されるようになった。
Open'er Festivalは2009年、2010年、2019年のヨーロッパ・フェスティバル・アワードでベスト・メジャー・フェスティバル賞を受賞した。

## ギャラリー

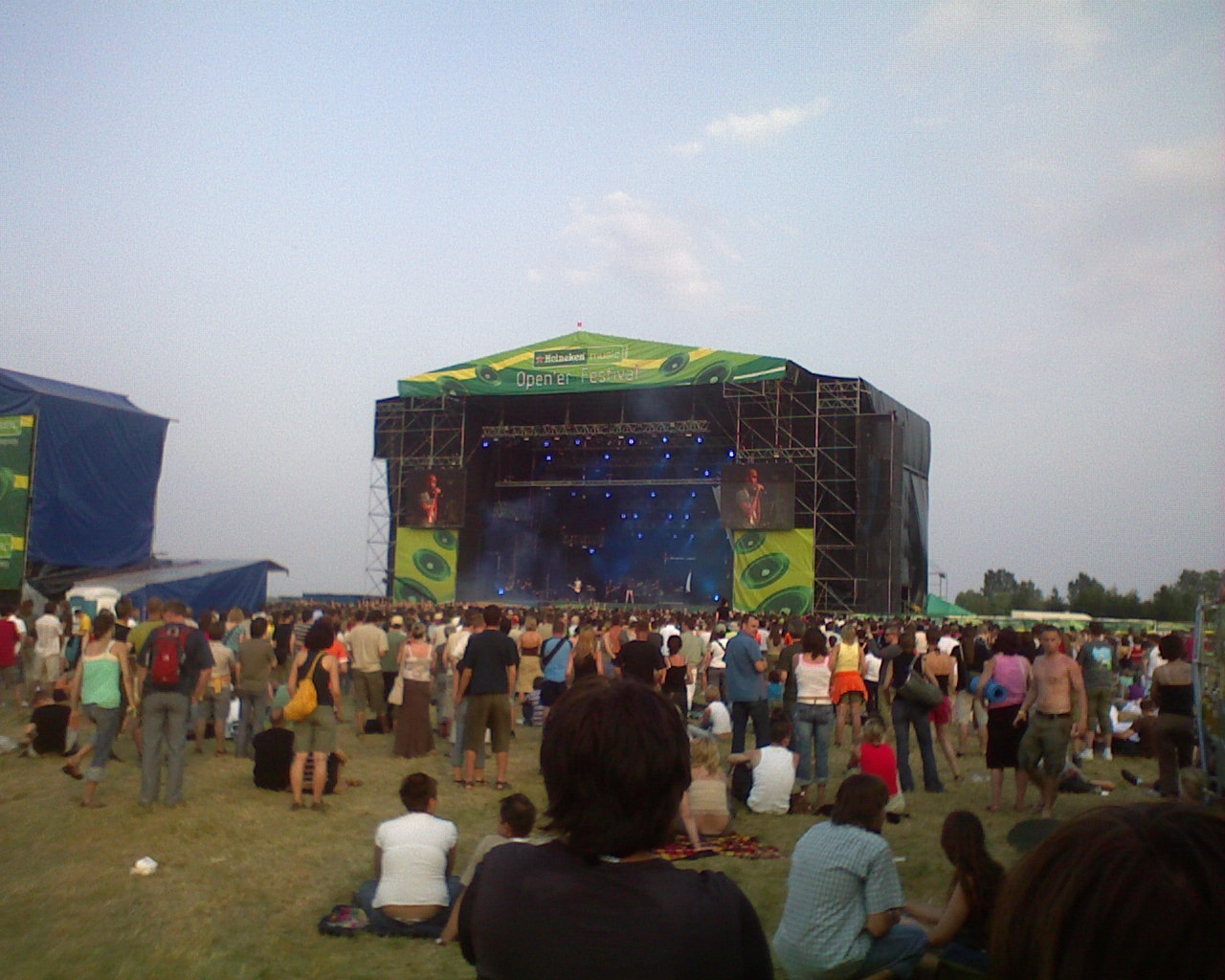
2006
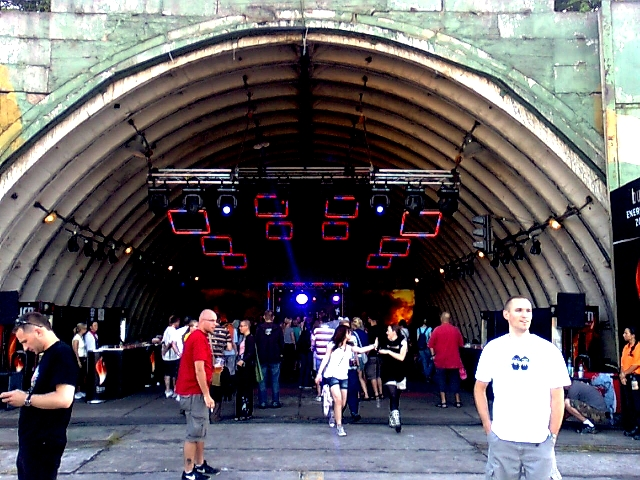
2009
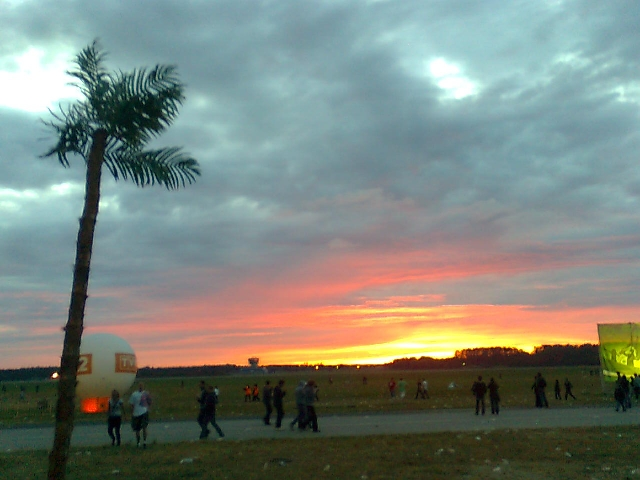
2009
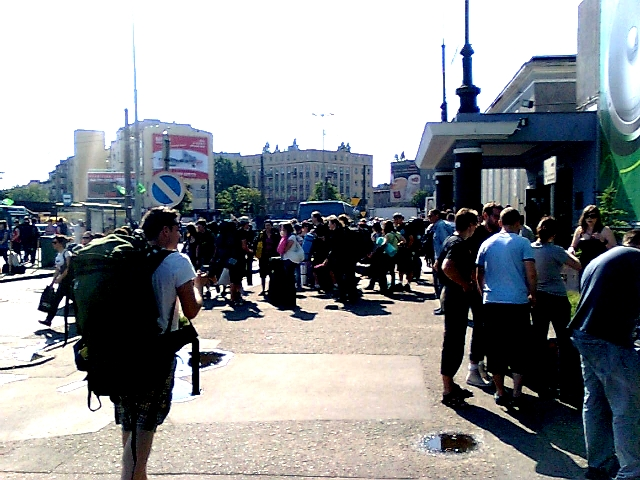
2009
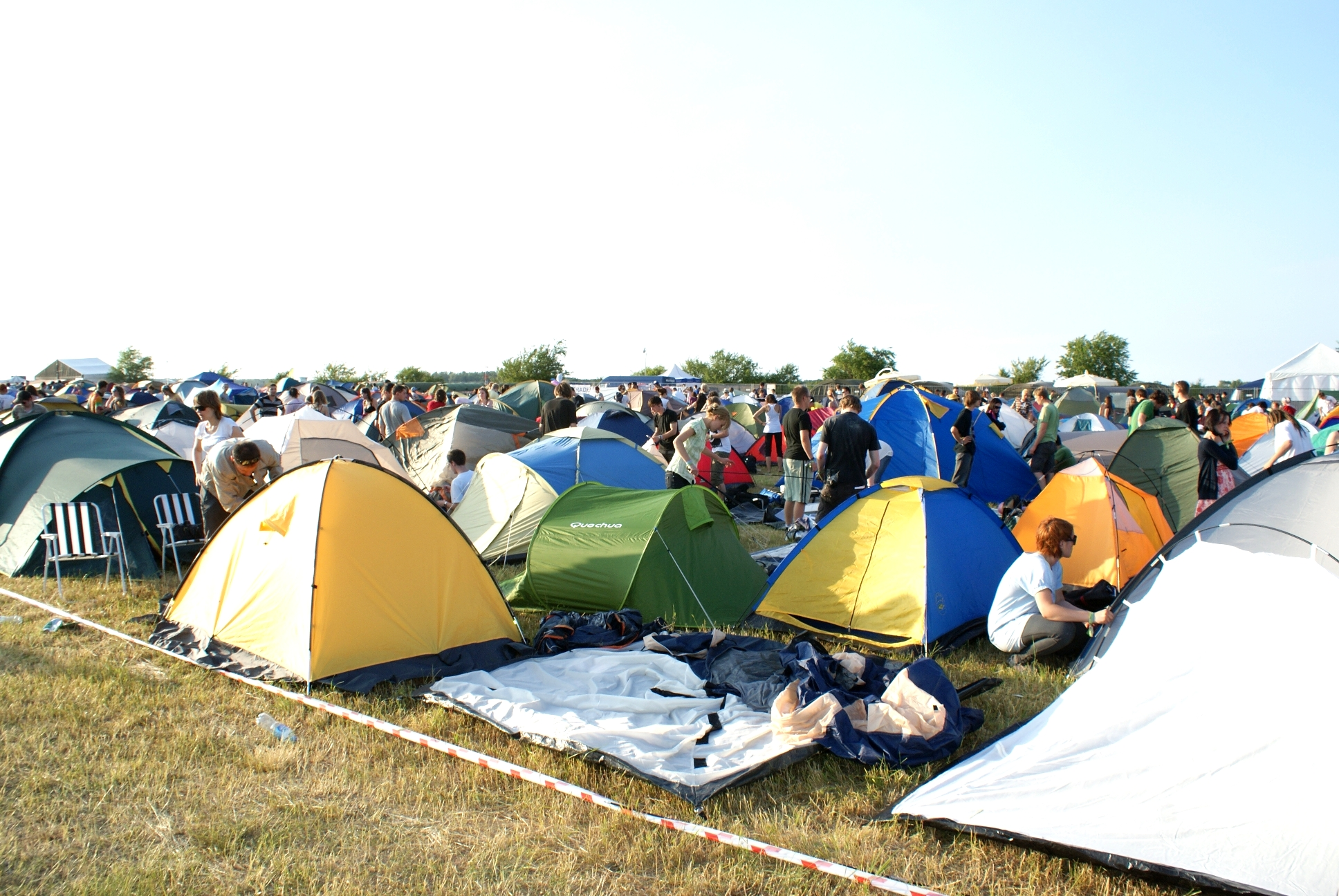
2010
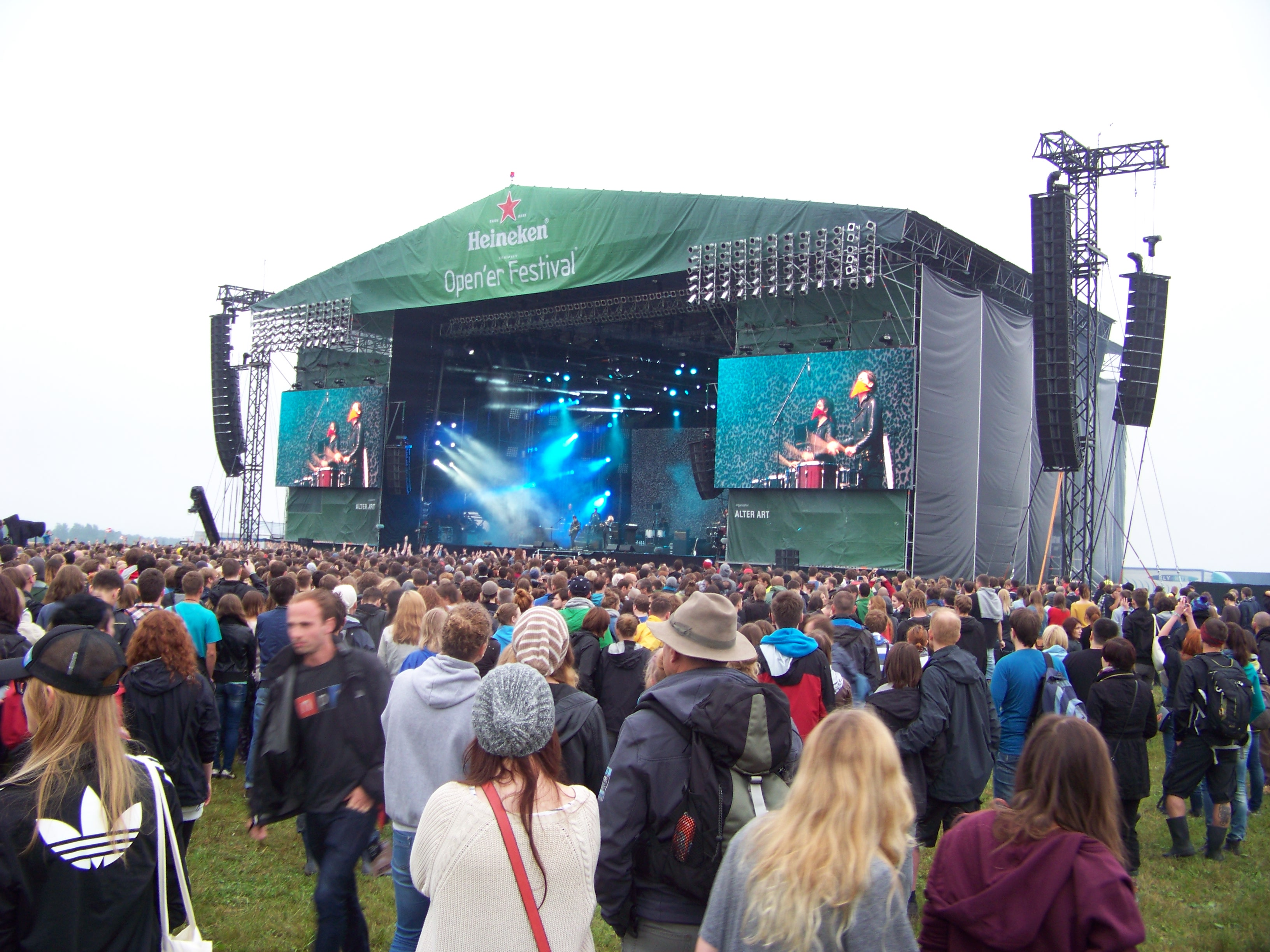
2012
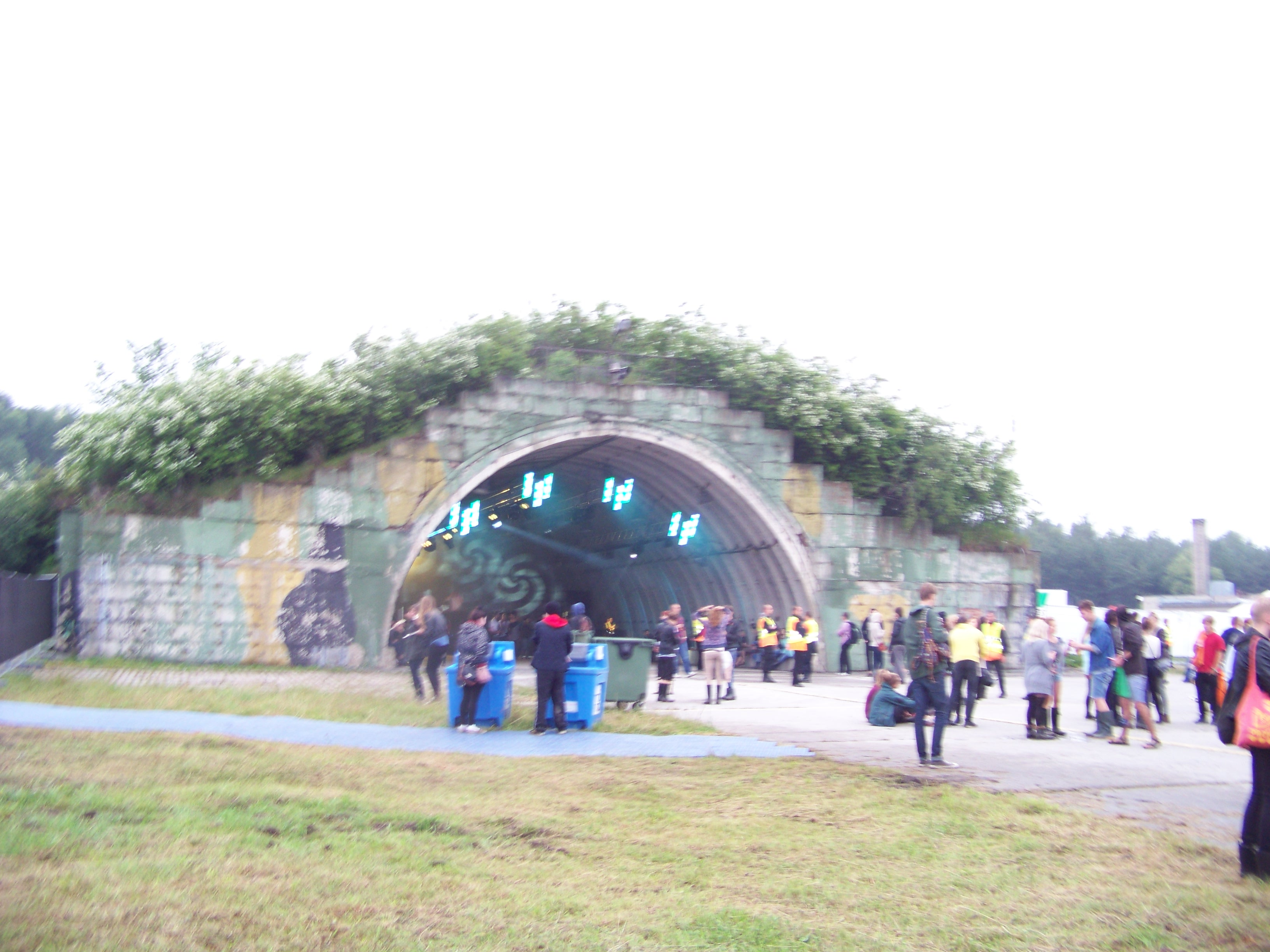
2012
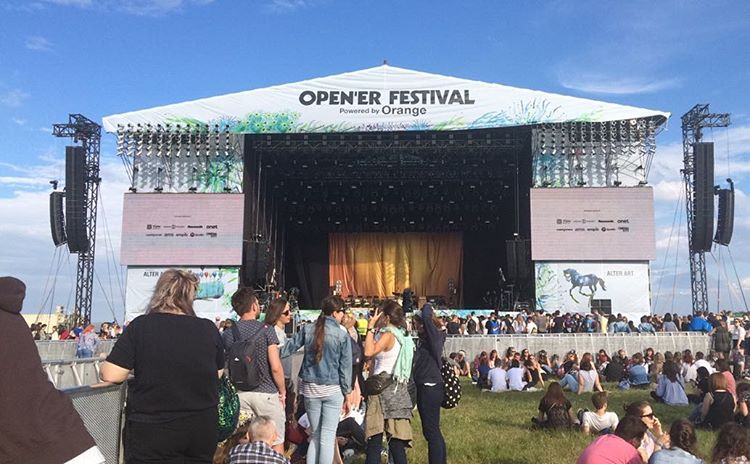
2016